# Квітень (фільм, 1961)
«Квітень» (груз. აპრილი, «Апрілі») — грузинський радянський короткометражний фільм відомого грузинсько-французького кінорежисера Отара Іоселіані.

## Сюжет
«Жага користолюбства вбиває в людях здатність радіти, сумувати, тобто здатність жити, перетворює їх на міщан. Фільм був знятий навмисно без діалогів, ми вигадали неіснуючу мову, й цією мовою в другій половині картини персонажі лають одне одного. Не шукайте перекладу — і так все зрозуміло. Картина понад тридцять років пролежала на полиці. У цьому фільмі, який я зняв у 1962 році, я впізнаю молодих людей, моїх друзів, якими вони були в ті часи, коли ми всі як біди боялися перетворитися у радянського буржуа, раба благополуччя».